# 서피스 허브

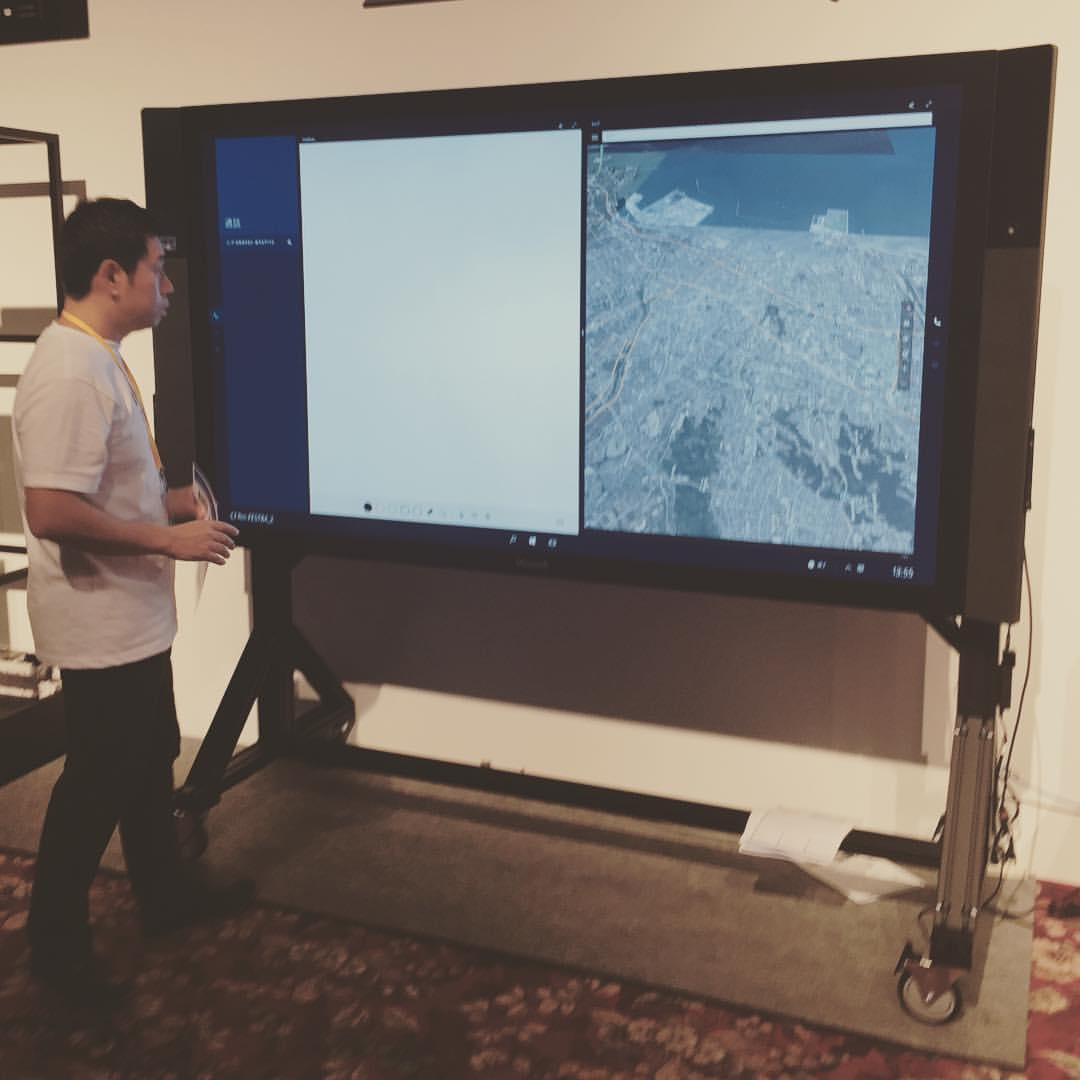
스카이프 포 비즈니스를 사용 중인 55인치 서피스 허브.

서피스 허브(Surface Hub)는 마이크로소프트 서피스 계열의 일부로서 마이크로소프트가 개발한 인터랙티브 화이트보드 브랜드이다.
서피스 허브는 벽에 걸거나 롤러 스탠드 마운트를 할 수 있는 장치의 하나로, 멀티터치와 멀티펜 기능을 갖춘 55인치(140센티미터) 또는 84인치(210센티미터)의 4K 120 Hz 터치스크린을 포함하며 윈도우 10 운영 체제를 구동한다. 이 장치들은 비즈니스를 대상으로 하며 협업과 화상 통화 중에 사용할 수 있다.

## 역사
2012년, 마이크로소프트는 제프 한의 퍼셉티브 픽셀을 인수하였다. 퍼셉티브 픽셀은 과거에 CNN 매직 월과 같은 대화면 멀티터치 디스플레이를 개발한 적이 있다. 마이크로소프트는 2014년에 비용 절감의 일환으로 장치들의 대량 생산을 작정하였다.
마이크로소프트는 2015년 1월 1일 윈도우 10 디바이스 이벤트에서 서피스 허브를 처음으로 발표하였으며, 이 장치는 키노트 대부분을 통해 사용되었다. 마이크로소프트는 2015년 1월 1일 55인치 모델과 84인치 모델에 대해 서피스 허브 선주문을 개시하였으며 2015년 9월에 선적을 시작한다고 언급하였다. 그러나 2015년 7월 13일, 마이크로소프트의 서피스 블로그에서 선주문 수요가 예측한 바를 초과하여 선적이 지연될 것이라 발표하였으며 8월 중순에 출시될 것을 포함하여 더 많은 상세 정보가 포함되었다. 마이크로소프트는 2016년 1월로 선적이 지연된 것을 확증하였다. 2015년 12월, 마이크로소프트는 또다른 지연을 발표하면서 가격을 $2,000로 상승시킬 것이지만 선주문에 대해서는 가격 동의를 존중할 것이라고 이야기하였다. 서피스 허브는 2016년 3월 25일 비즈니스 고객들에게 선적을 시작하였다.

## 같이 보기
- 마이크로소프트 픽셀센스